# چنیک شلگل
چِنیِک شلِگل (چکی: Čeněk Šlégl; ۳۰ سپتامبر ۱۸۹۹ – ۱۷ فوریهٔ ۱۹۷۰) بازیگر اهل کشور چکسلواکی بود. او بین سال‌های ۱۹۱۹ تا ۱۹۴۱ در ۶۸ فیلم ظاهر شد.
از فیلم‌ها یا برنامه‌های تلویزیونی که وی در آن نقش داشته‌است می‌توان به مسیحی اشاره کرد.